# 속새목
속새목(Equisetales)은 양치식물 목의 하나이다. 현존하는 유일속 속새과 속새속에 약 20여 종만을 포함하고 있다. 멸종된 과로 노목과(Calamitaceae)와 고노목과(Archaeocalamitaceae)가 있다.

## 하위 과
- † Archaeocalamitaceae
- † 노목과 (Calamitaceae)
- 속새과 (Equisetaceae)